# Nerik
Koordinaten: 41° 12′ 28″ N, 35° 25′ 45″ O

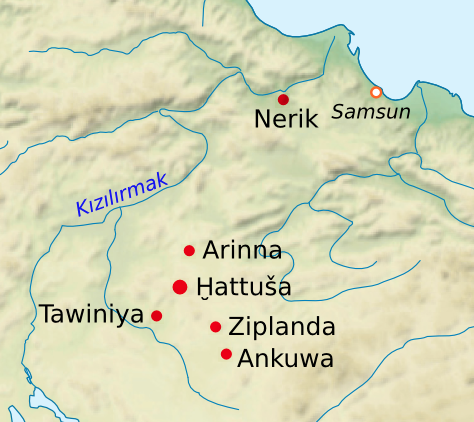
Auf der Karte wird Nerik bei Oymaağaç Höyük lokalisiert.

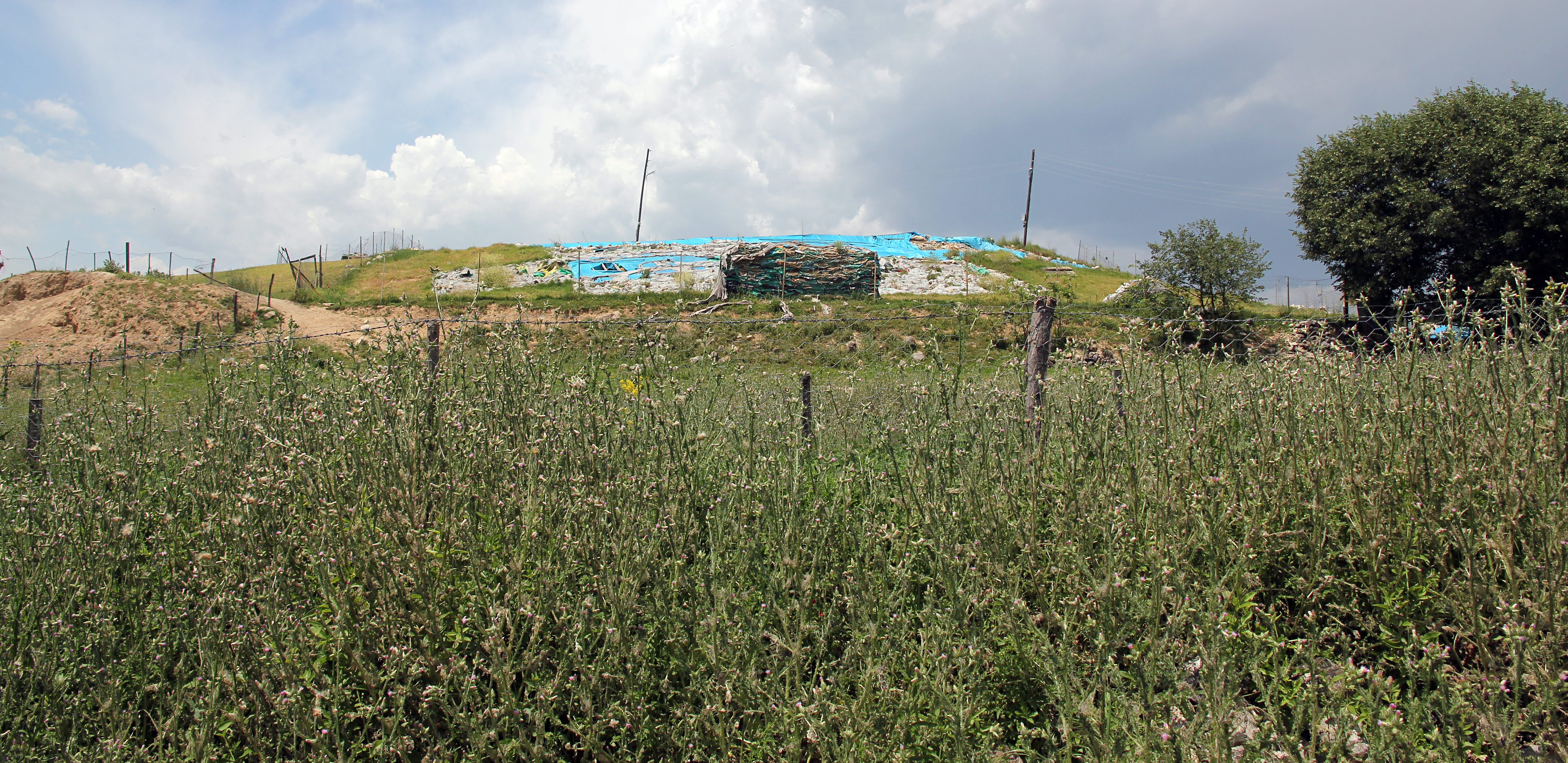
Oymaağaç Höyük von Osten

Nerik war eine hethitische Stadt im nördlichen Zentralanatolien. Es lag beim heutigen Oymaağaç Höyük in der türkischen Provinz Samsun.

## Bedeutung
Nach den §§ 50ff. des althethitischen Gesetzes war Nerik neben Arinna und Ziplanda eine der drei heiligen Städte (šiunan URU  „Götterstadt“), zu denen früh noch die Hauptstadt Ḫattuša als Ort der Götterversammlung trat. Der Kult galt dem Wettergott von Nerik, der nach lokaler Überlieferung Sohn des hattischen Gottes Šulinkatte und der Sonnengöttin der Erde war. Als seine Frau nennen die Texte Zašḫapuna und als Geliebte Tešimi. Weitere in Nerik verehrte Gottheiten waren Zababa von Nerik, Telipinu und der Fluss Maraššanta (der heutige Kızılırmak) sowie diverse Gottheiten des Ortes Kaštama.

## Lage
Nerik wurde von Hans Gustav Güterbock anhand hethitischer Texte am unteren Kızılırmak in der Nähe von Kargı lokalisiert, in der Nähe der Mündung des Devrez Çayı in den Kizilirmak.
Die Ruinen der Stadt befinden sich beim Siedlungshügel Oymaağaç Höyük, etwa 7 km nordwestlich von Vezirköprü, rund 50 km südwestlich von Bafra. Für eine Identifikation mit dem Ruinenhügel von Oymaağaç in unmittelbarer Nähe des Kızılrmak haben sich u. a. J. Yakar, A. Dinçol sowie M. Forlanini, einer der besten Kenner der historischen Geographie, ausgesprochen. Während eines Surveys der Freien Universität Berlin in den Jahren 2005 und 2006 wurden fünf hethitische Keilschrifttextfragmente sowie Siegelabdrücke des Schreibers Sarini, der auch aus Ḫattuša und Tarsus bekannt ist, gefunden. Seit 2007 wird am Oymaağaç Höyük unter der Leitung von Jörg Klinger und Rainer Czichon vom Institut für Altorientalistik der Freien Universität Berlin mit Unterstützung der Gerda Henkel Stiftung und der Deutschen Forschungsgemeinschaft ausgegraben. 
Neuere Keilschrifttexte aus Oymaagac Höyük sprechen deutlich für eine Identifizierung mit der hethitischen Stadt Nerik. Entscheidend ist dabei die Nennung des hethitischen Wortes dahanga, dessen genaue Bedeutung zwar unklar ist, sich aber auf den Tempel des Wettergottes in Nerik bezieht. Zudem wurde im teilweise ausgegrabenen Tempel von Oymaağaç ein Fragment gefunden, allem Anschein nach ein Entwurf, das in der Einleitung den Wettergott von Nerik und seine Parhedra Zaḫapuna nennt.

## Geschichte
Nerik ging 1450 v. Chr. unter Ḫantili II. an die Kaškäer verloren. Das Gebet des Arnuwanda I. (Mittleres Reich) beschreibt den Verlust von Nerik an die räuberischen Kaška, die den Dienst der Götter vernachlässigten. Arnuwanda sowie seine Frau und Großkönigin Ašmunikal verlegten daraufhin den Gottesdienst nach Hakpiš, das weiterhin im hethitischen Territorium lag. Erst unter Ḫattušili III., dem rebellischen Bruder von Muwatalli II., wurde Nerik zurückerobert.

## Texte, die Nerik erwähnen
- CTH 375 (Gebet des Arnuwanda)
- CTH 81, Apologie des Ḫattušili III.